# Museo de la Mujer Vietnamita

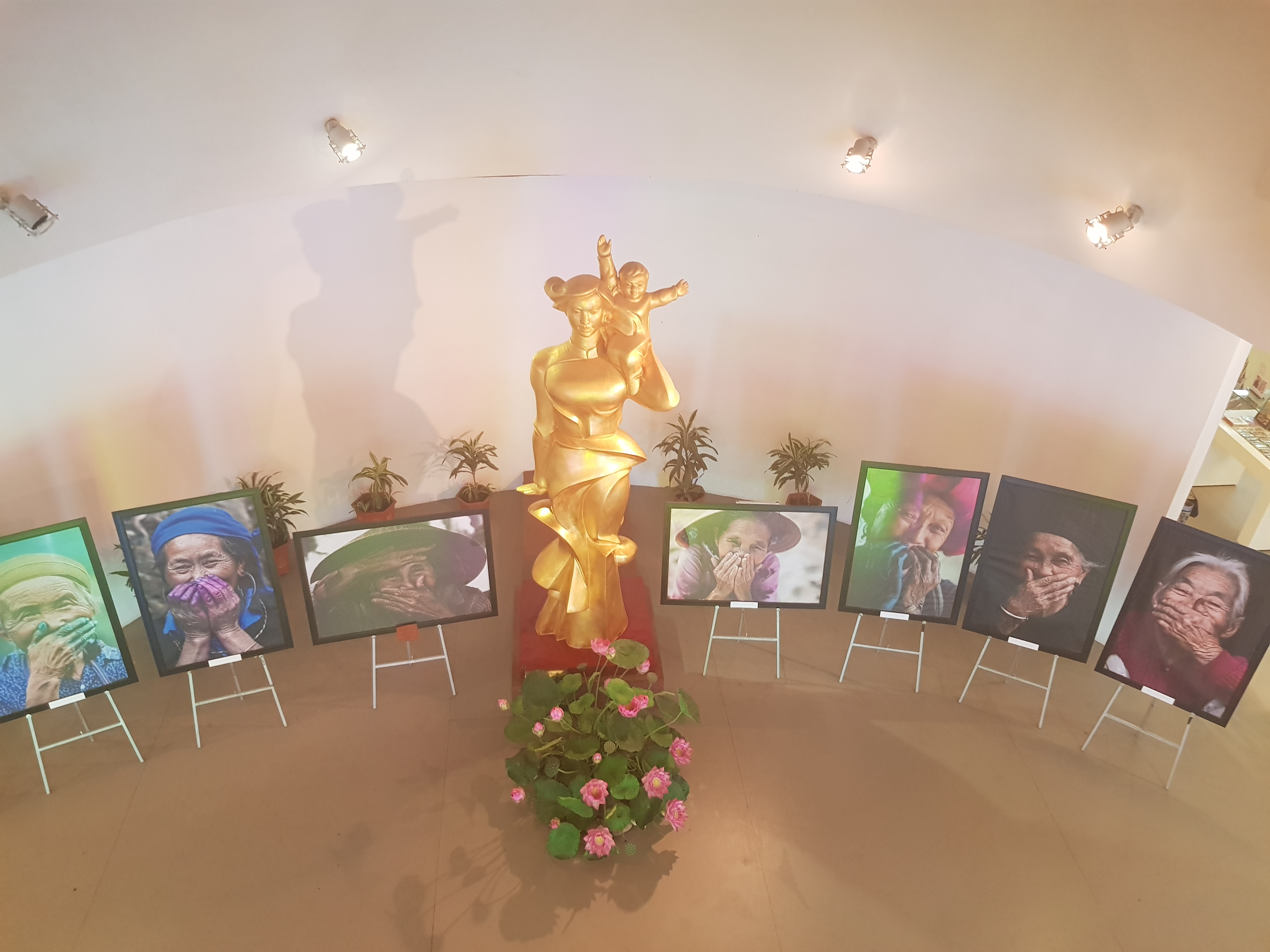
Salón del Museo de la Mujer de Vietnam

El Museo de la Mujer Vietnamita se encuentra en Hanói, en la calle Ly Thuong Kiet, cerca del lago Hoan Kiem y del casco antiguo. Es una de las calles más antiguas de la ciudad. Ubicado en el corazón del antiguo Barrio Francés, aún conserva hermosas casas de estilo colonial, pero también embajadas y edificios gubernamentales.

## Historia y misión
El proyecto del Museo de la Mujer Vietnamita, que fue impulsado por la Unión de Mujeres de Vietnam, comenzó en 1987. El arquitecto Tran Xuan Diem diseñó el nuevo museo a partir de un edificio existente. Las obras se iniciaron en 1991 y el museo se inauguró en 1995. La colección permanente está formada por objetos de la rica colección (aproximadamente 28.000 objetos) establecida por la Unión de Mujeres Vietnamitas desde la década de 1970. Estas obras ilustran el papel jugado por la mujer en la historia pero también en la vida cotidiana.El Museo de la Mujer cerró entre 2006 y 2010 para modernizarse; esta modernización fue financiada por el gobierno vietnamita, la Unión de Mujeres Vietnamitas y la Fundación Ford y, reabrió sus puertas en 2010, con arquitectura contemporánea y comodidades modernas. El museo tiene exposición permanente que se organiza en torno a tres temas: mujeres en la familia, mujeres en la historia, modas femeninas. El museo, que originalmente era cultural e histórico, se convirtió en un museo de género con una fuerte identidad, que ofrece al visitante una reflexión sobre las tradiciones culturales y los desafíos de la sociedad contemporánea.
El Museo de la Mujer Vietnamita es un museo de género cuya misión es la investigación, la preservación y la presentación de la historia tangible e intangible y el patrimonio cultural de las mujeres vietnamitas y la Unión de Mujeres Vietnamita. También es un centro de diálogo entre las mujeres de Vietnam y las mujeres de todo el mundo para trabajar por la igualdad, el desarrollo y la paz.
Uno de los objetivos del museo es mejorar el conocimiento y la comprensión del público sobre la historia y el patrimonio cultural mediante la organización de exposiciones, desde un punto de vista histórico y antropológico, que muestren los diferentes problemas encontrados por las mujeres tanto en el pasado como en la actualidad, pero también para crear un diálogo dentro de la comunidad para ayudar a promover la igualdad de género.

## Museo y colecciones

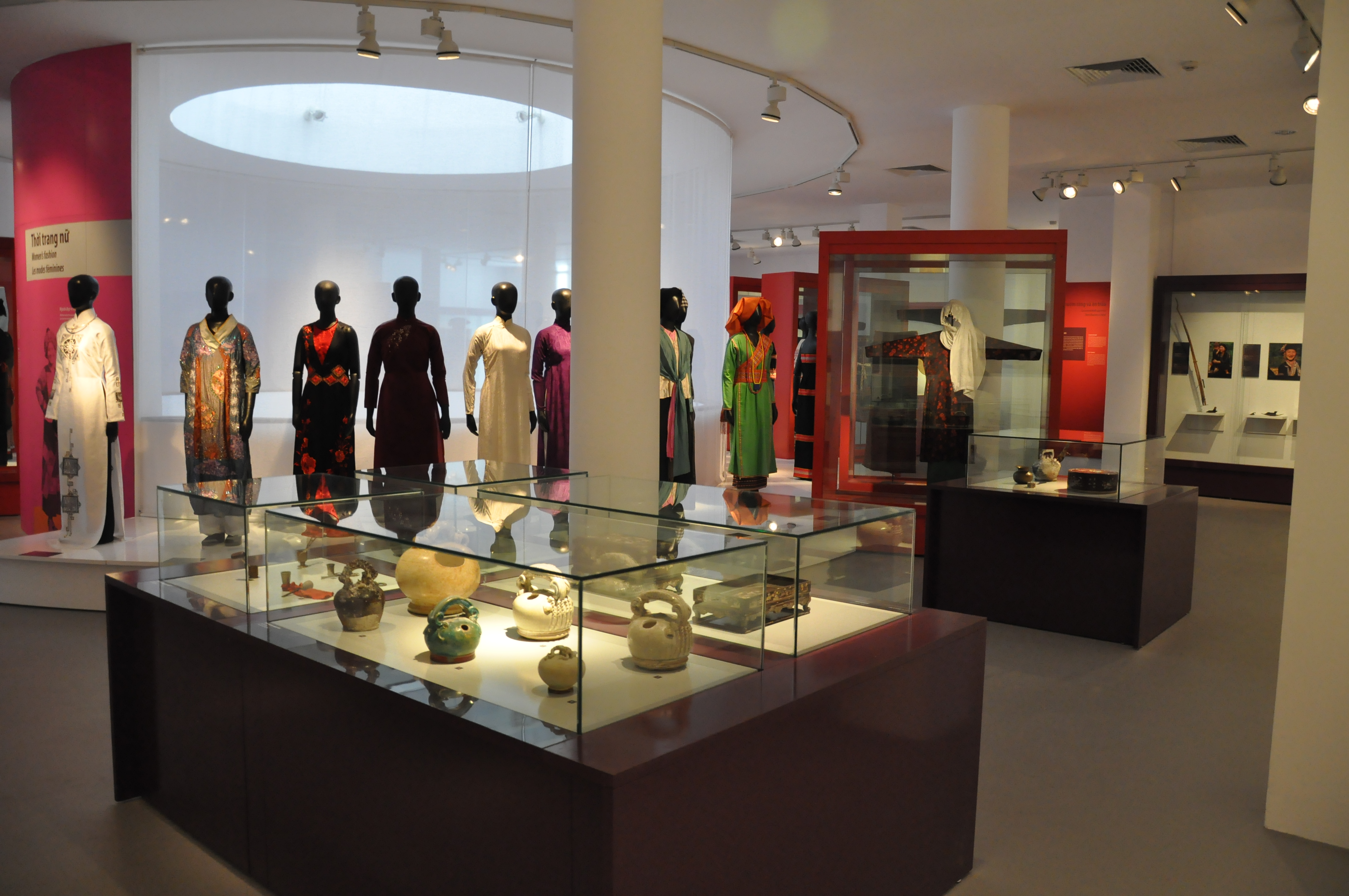
Moda femenina

### Presentación del museo
El edificio principal del Museo se divide en cuatro áreas: la exposición permanente, las exposiciones especiales, el Discovery Center, la tienda del Museo. También se organizan exposiciones temporales en un espacio cercano al edificio principal. Hay una cafetería a disposición de los visitantes.

### Las colecciones
El Museo de la Mujer ha reunido alrededor de 28.000 objetos relacionados con la historia de las mujeres vietnamitas. Están clasificados por tipo de colección: textiles, metal, madera, papel, cerámica, cuerno, vidrio. Todos los objetos han sido conseguidos por el museo y la Unión de Mujeres Vietnamitas desde la década de 1970 en todo el país. Cada uno de estos objetos pertenece a mujeres cuya identidad conocemos. Cuentan sus historias, o dan testimonio de un episodio histórico vivido personalmente, lo que confiere a este museo un gran poder emocional.

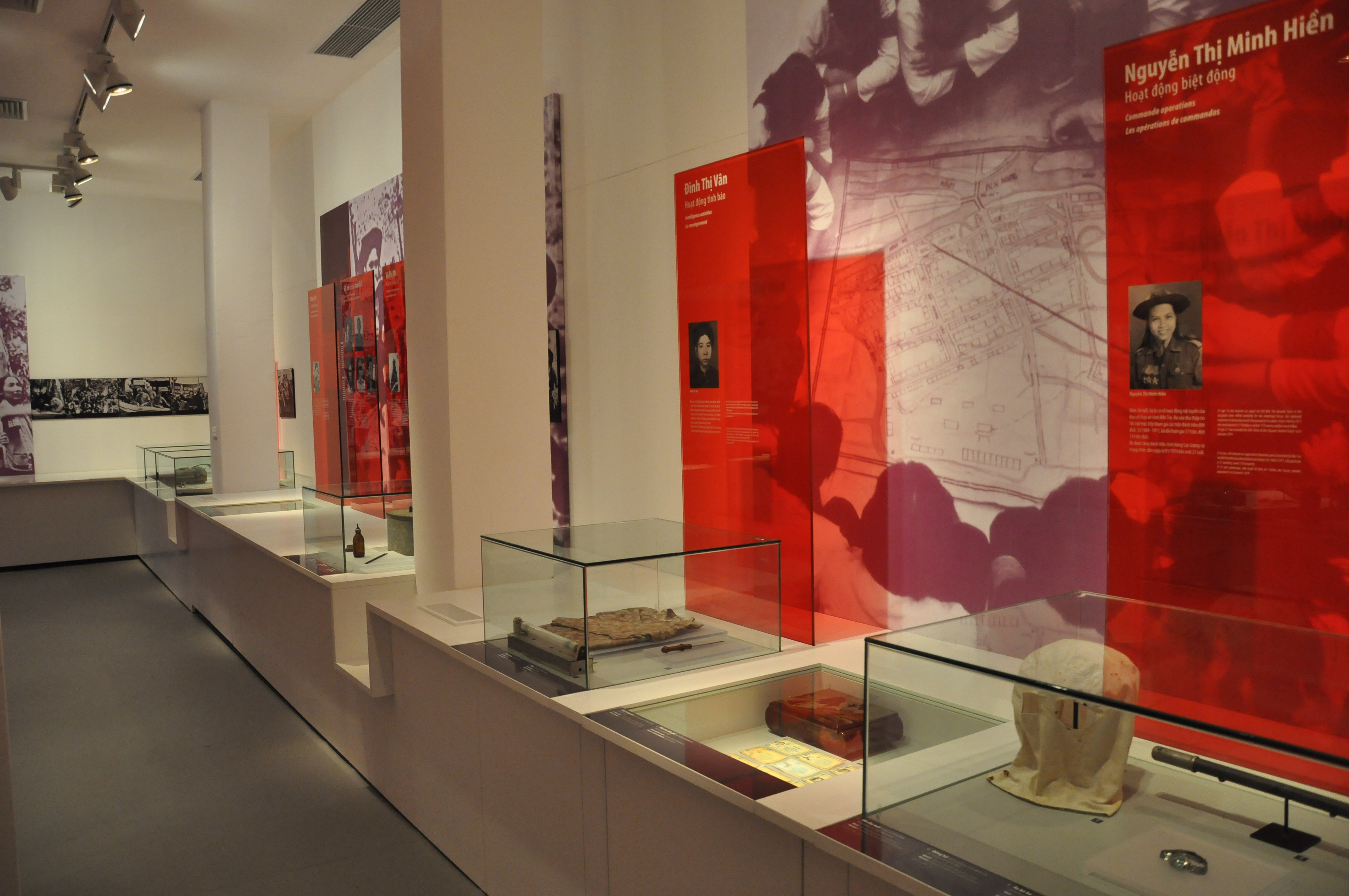
Mujeres en la historia

### Colección permanente
El área de colecciones permanentes fue renovada entre 2006 y 2010. Ocupa el segundo, tercer y cuarto nivel del museo. La exposición está organizada según tres temas y 1000 objetos, y allí se presentan fotos. El primer tema «Mujeres en la familia», está ubicado en el segundo nivel y cuenta la historia de las mujeres vietnamitas a través de los ritos del matrimonio, el nacimiento pero también la vida familiar. «Mujeres en la historia» ,ubicado en el nivel tres, presenta personajes históricos y contemporáneos, y recuerda los episodios de las distintas guerras. El último tema «Moda femenina», exhibe las distintas producciones artesanales de mujeres de diferentes etnias en Vietnam, producciones que simbolizan la identidad cultural del país.

#### Mujeres en la familia
El primer tema presenta el ciclo de vida de una mujer vietnamita como mujer, esposa y madre, en los diferentes grupos étnicos que componen la nación vietnamita. La primera parte se centra en el papel y la posición de la mujer vietnamita en el momento del matrimonio, tanto en familias tradicionalmente patrilineales como matrilineales. Varios objetos, como un magnífico cofre nupcial o un traje de novia, ilustran este ritual nupcial. En segundo lugar, se presenta el tema del nacimiento: los diferentes rituales relacionados con el deseo de tener un hijo, las diferentes prácticas en torno al embarazo, el parto y los cuidados que se brindan a la joven madre y al recién nacido. Esta sección finaliza con la presentación del rol y las tareas asignadas a las mujeres en la vida cotidiana: cultivar, pescar, preparar comidas, hacer cerámica, tejer, coser y criar hijos.

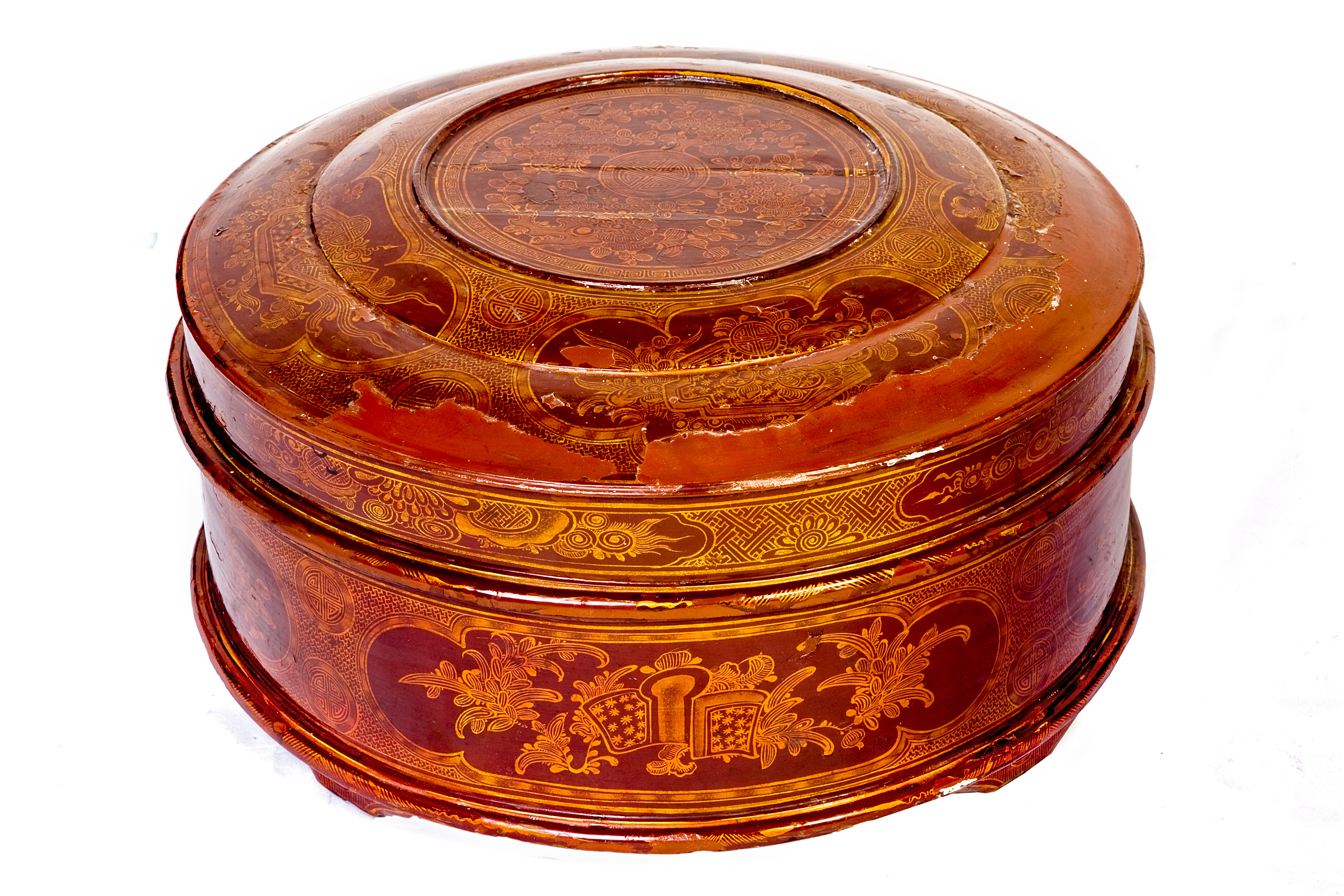
Cofre de boda
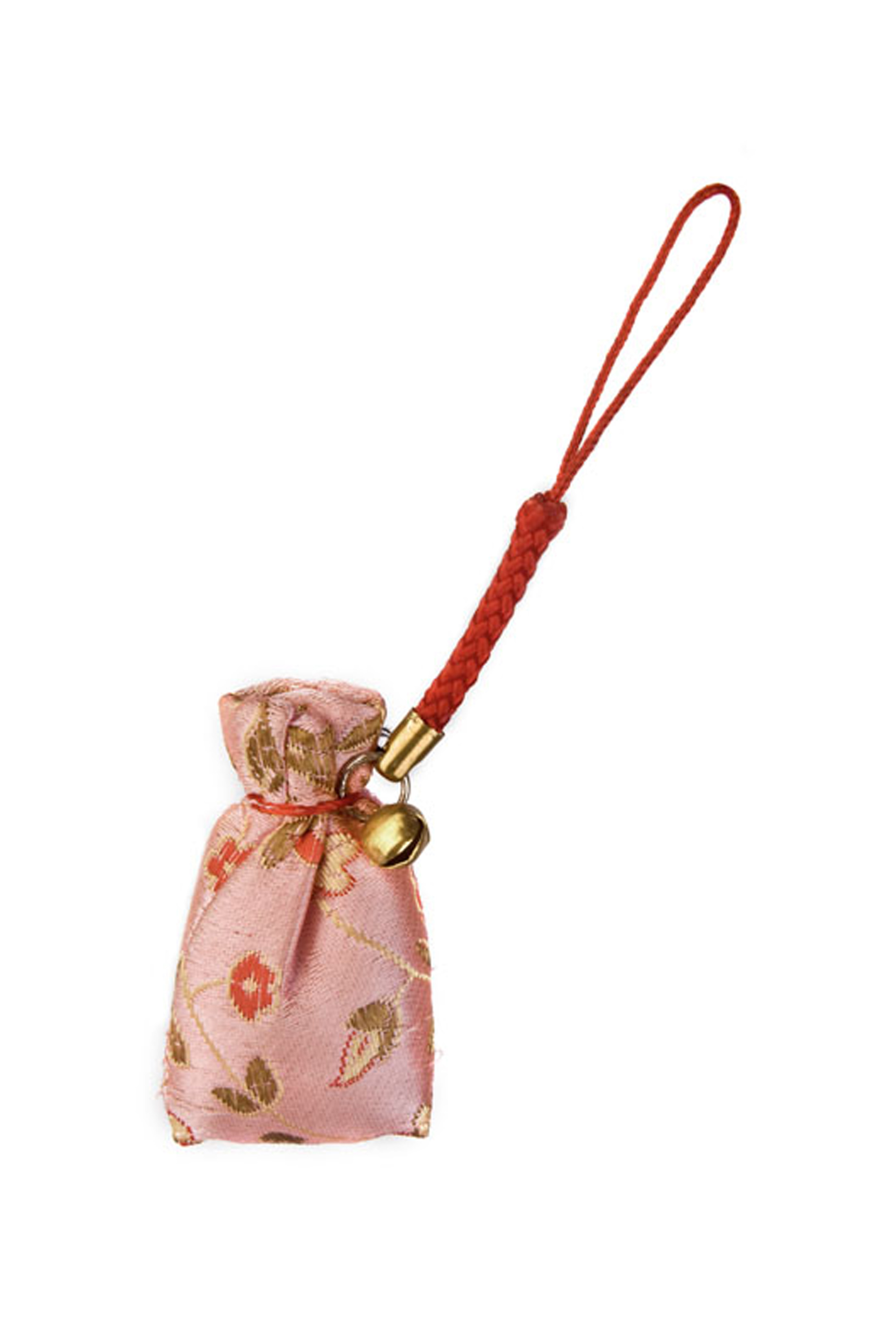
Amuleto Việt
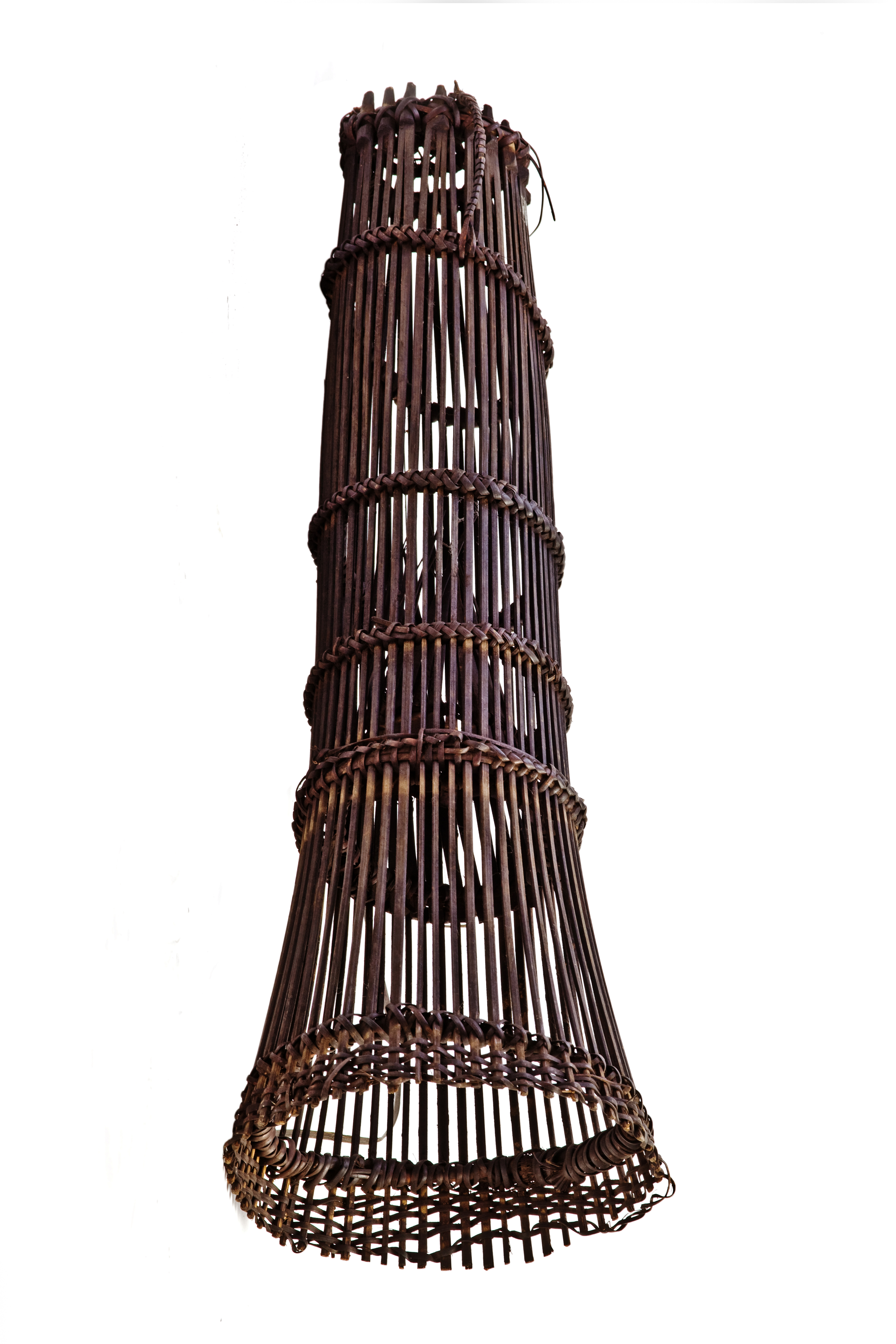
Trampa para peces hrê

#### Mujeres en la historia
Los objetos que se exhiben en esta sección no solo examinan el papel y el apoyo de las mujeres vietnamitas en la resistencia contra los enemigos, sino que también se centran en sus condiciones de vida durante las diversas guerras. Los objetos exhiben las historias, la participación, los actos patrióticos y los sacrificios de estas mujeres. El visitante puede descubrir los principales acontecimientos y los principales héroes de la historia vietnamita a través de objetos personales: un anillo, un sombrero de paja, fotografías. Los cortometrajes también muestran cómo las mujeres de hoy afirman su personalidad con energía, pasión e inteligencia, a través de sus habilidades mientras mantienen los valores tradicionales vietnamitas.

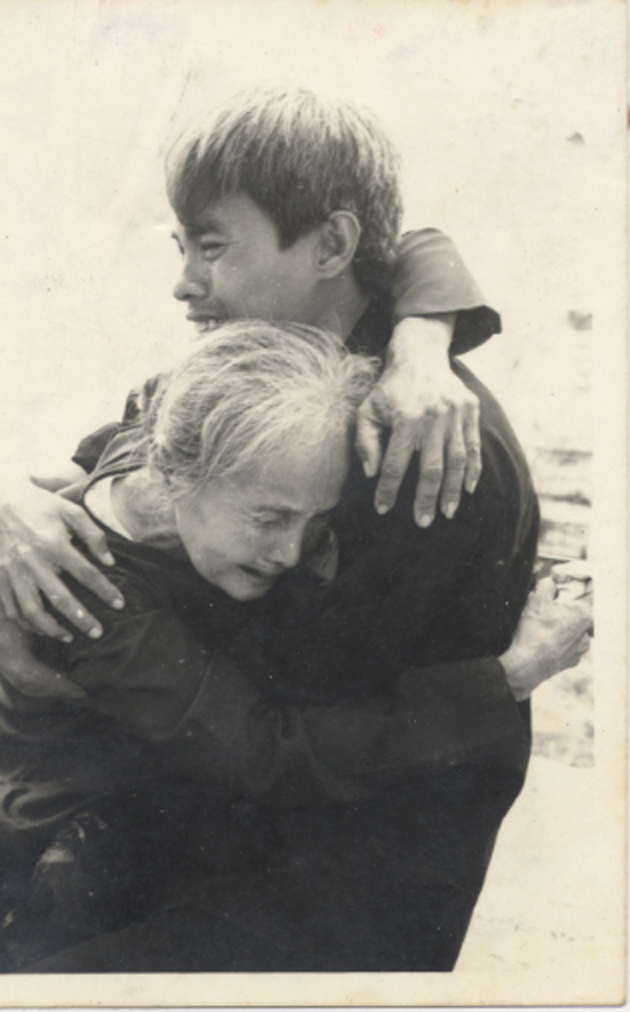
Le Van Thuc y su madre
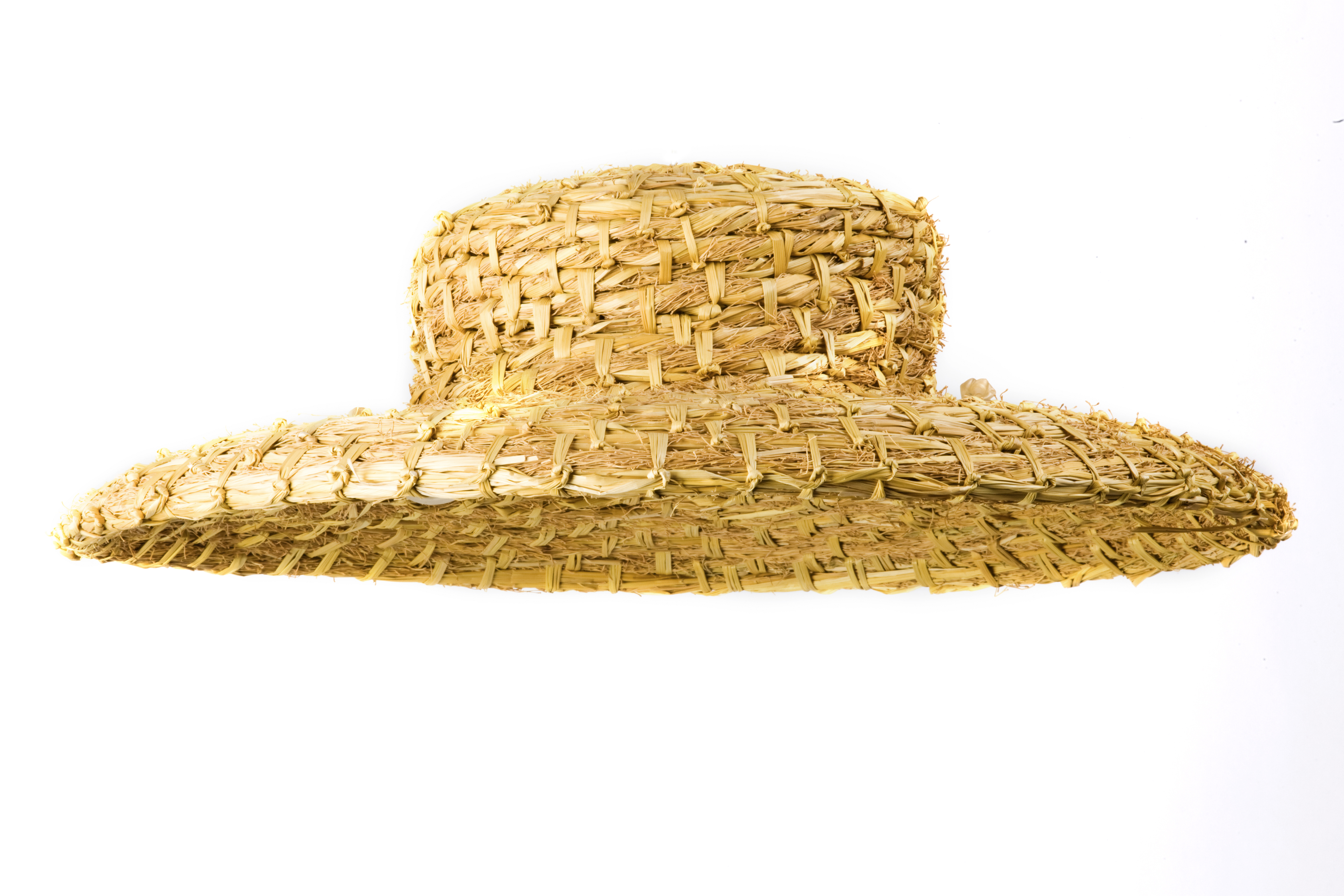
Sombrero de paja
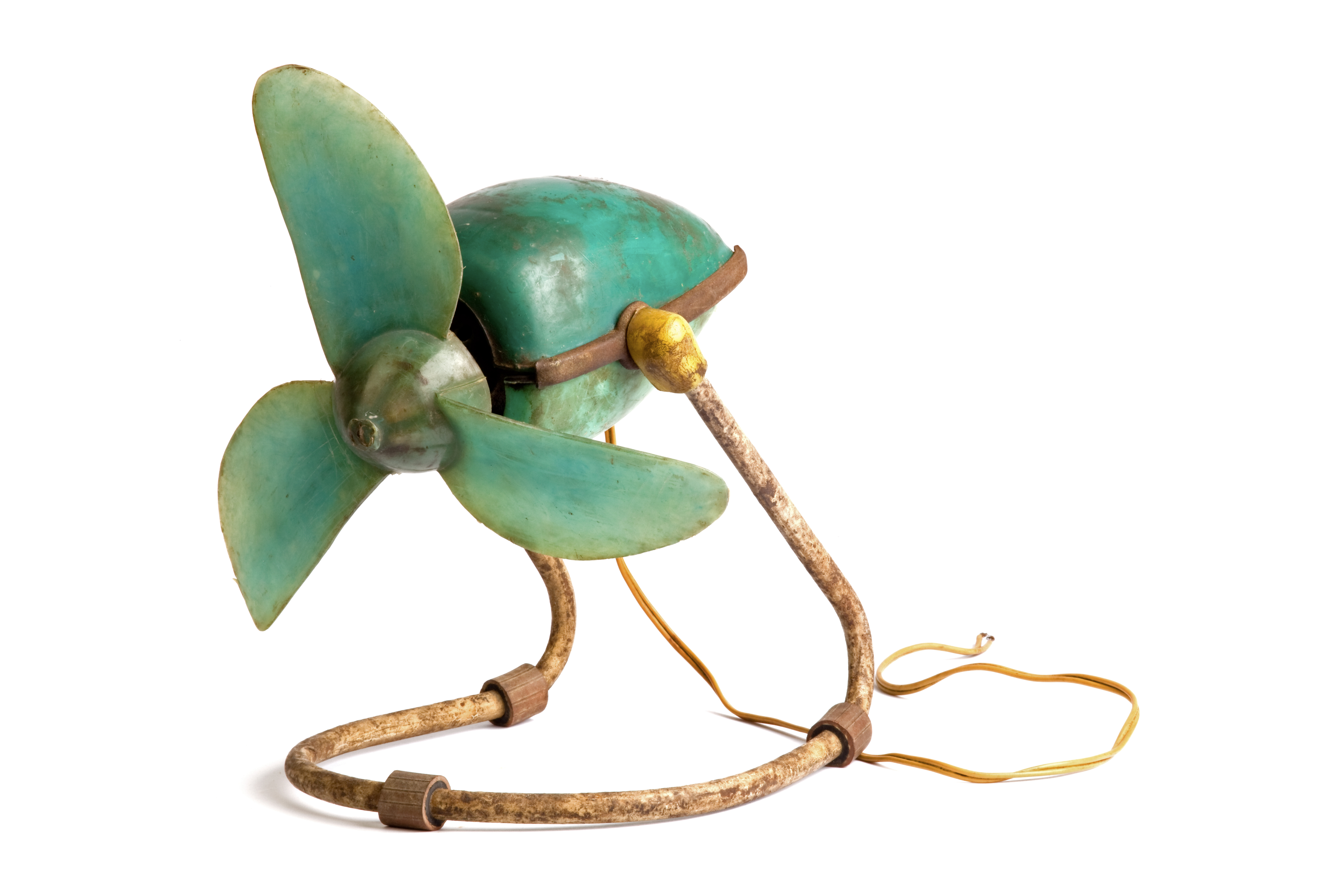
Abanico tailandés de Pham Thi

#### Moda femenina
Esta sección ofrece una descripción general de las modas y técnicas tradicionales específicas de los diferentes grupos étnicos en Vietnam, por ejemplo, la técnica del bordado Hmong o Thai, o la técnica del batik Hmong. Esta sección también presenta la visión que las mujeres vietnamitas tienen de la belleza y la moda: usar joyas o consumir nuez de betel y nuez de areca durante las ceremonias rituales. Al final de la exposición, se exhiben vestidos diseñados por diseñadores vietnamitas contemporáneos.

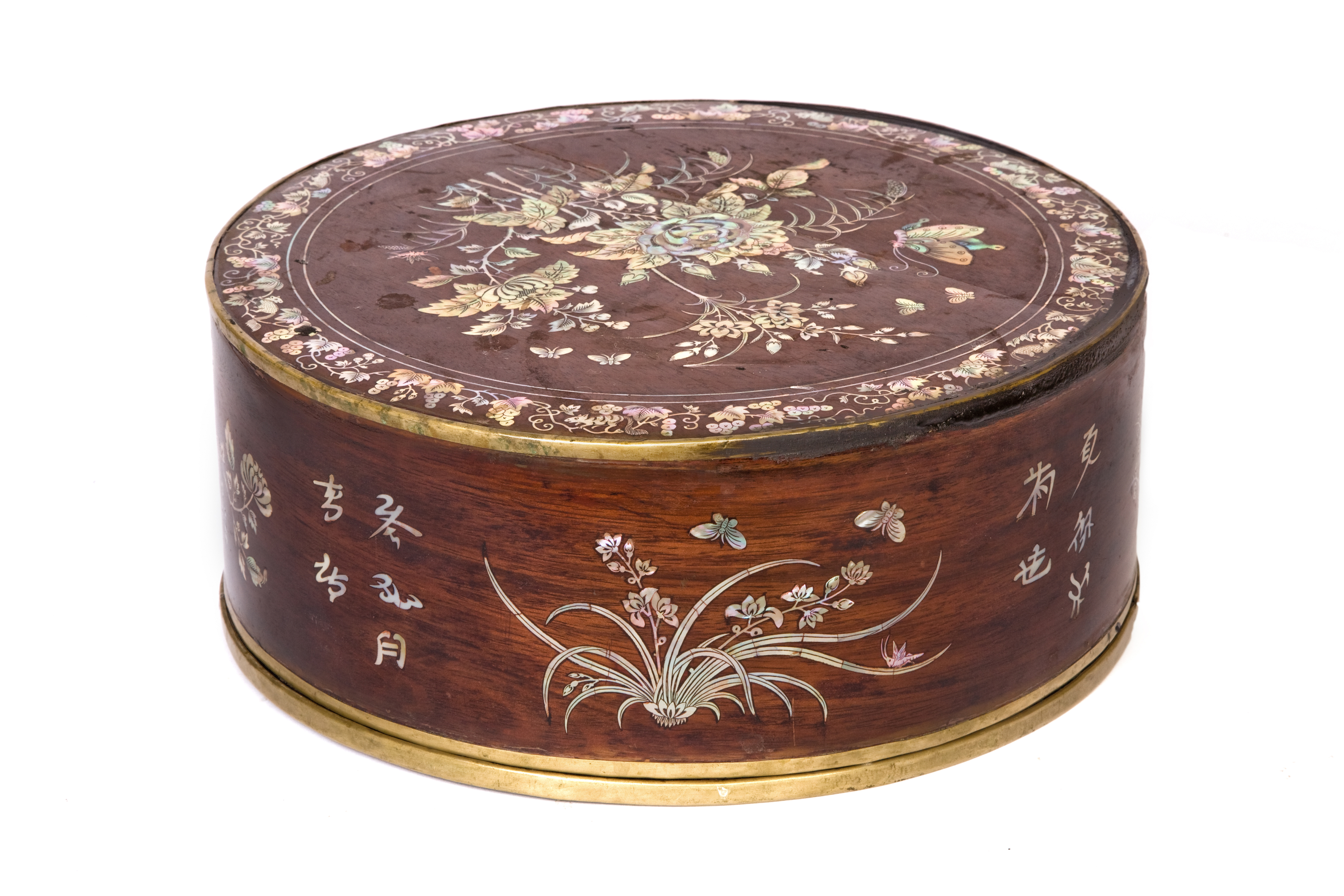
Olla de betel
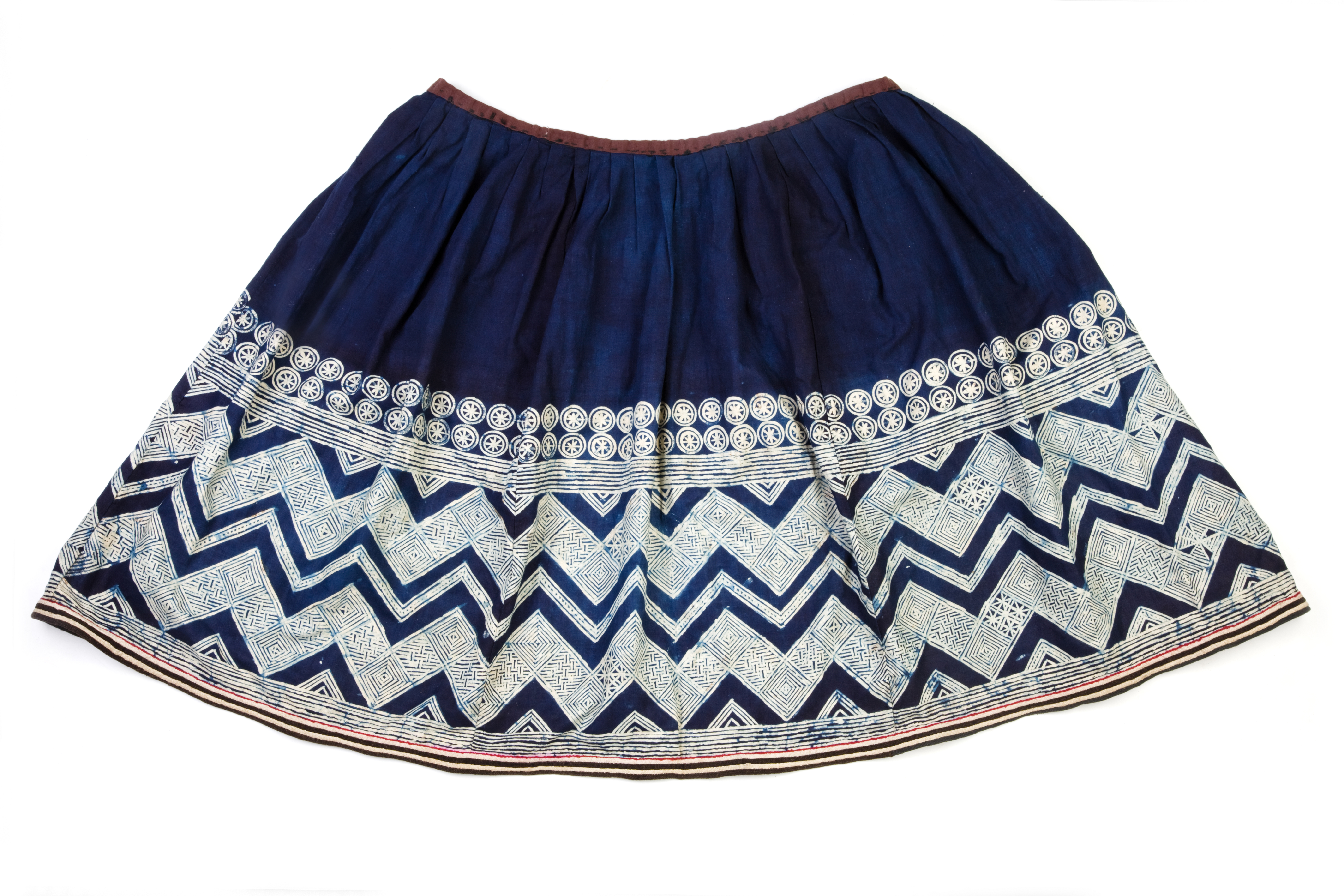
Falda de cáñamo Yao
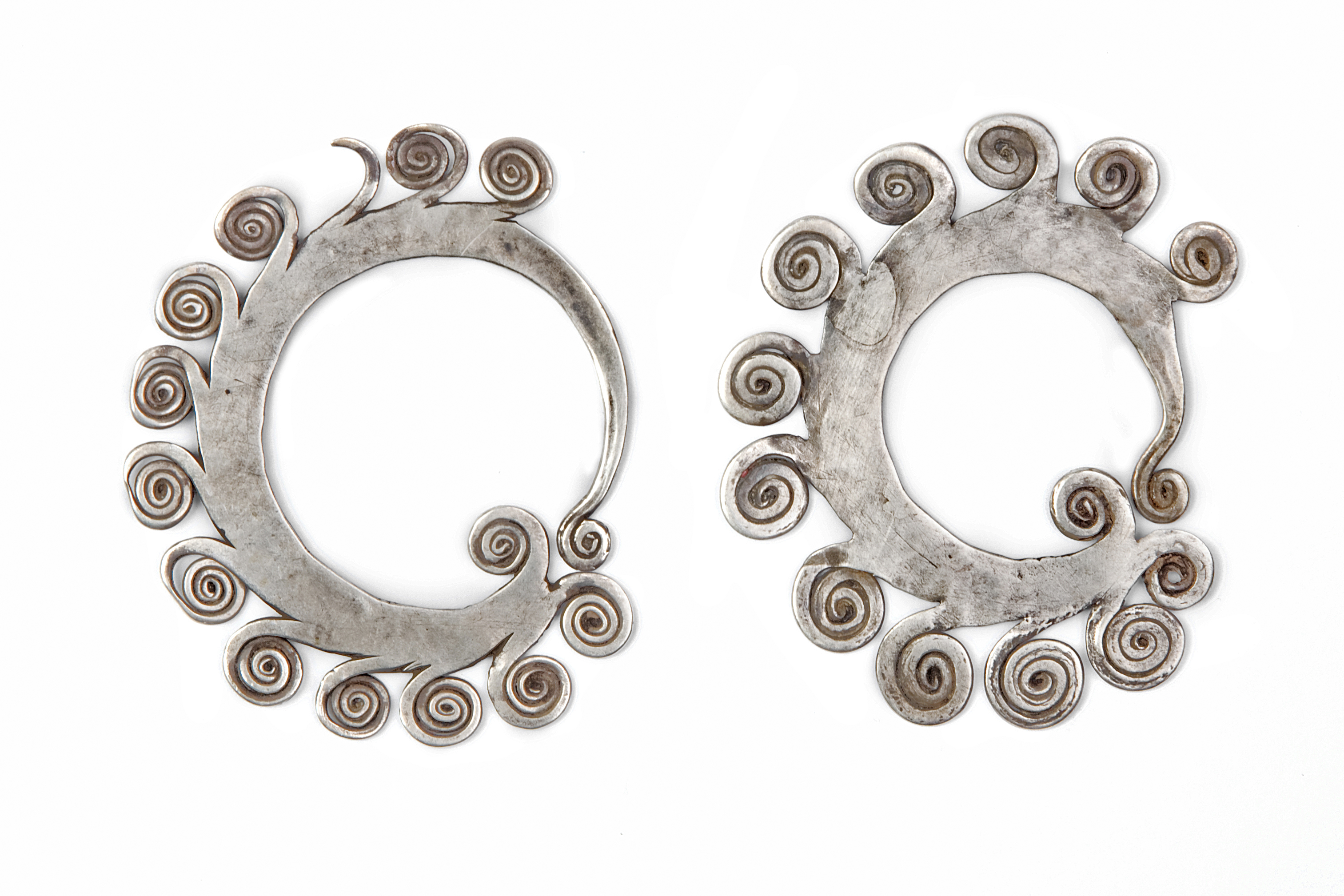
Pendientes de plata Hmong

### Exposiciones temporales
El Museo de la Mujer organiza exposiciones temáticas con un enfoque social y antropológico para mostrar los desarrollos y cambios de la sociedad contemporánea a través de proyectos dirigidos a diferentes grupos, en particular mujeres en situación precaria y niños desfavorecidos. 

### Exposiciones en línea
El museo ha publicado algunas de sus exhibiciones pasadas en línea para que los visitantes que no hayan tenido la oportunidad de visitar el museo puedan verlas. 

### Exposiciones extramuros
El Museo ha organizado exposiciones itinerantes en varias provincias del país. Los visitantes a los que se dirige el museo son asociaciones de mujeres locales, universidades y escuelas.

## Educación

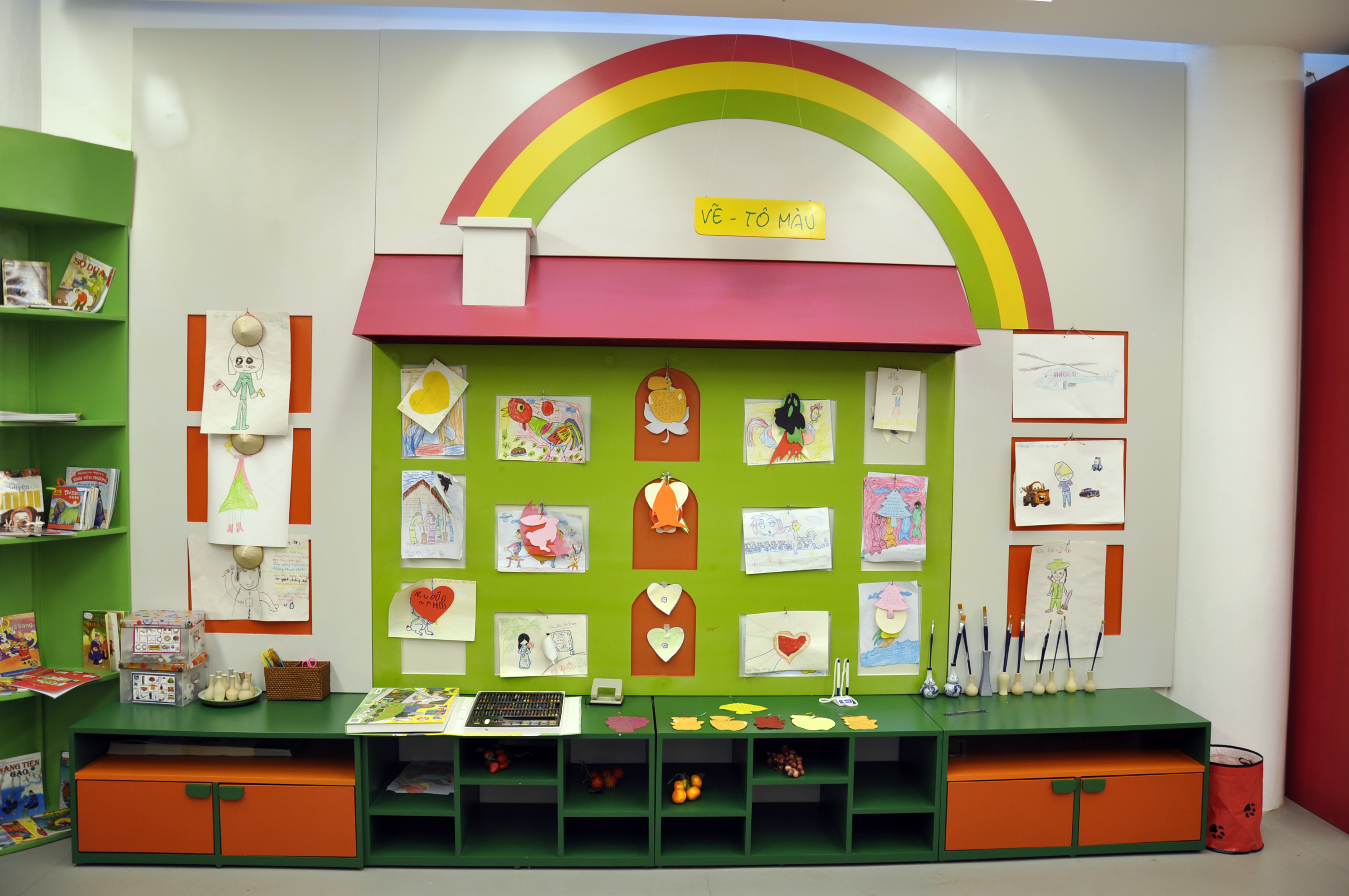
Centro de descubrimiento

El museo ofrece muchas actividades educativas y abrió el centro de descubrimiento en 2010 para escolares de entre 7 y 15 años. Este centro de descubrimiento brinda a los niños la oportunidad de desarrollar su creatividad, documentarse, comunicarse, leer y escribir a través de muchas actividades como aprender a hacer un sombrero cónico, usar un traje típico de diferentes etnias.

## Premios
En 2012, el Museo fue clasificado como una de las mejores atracciones culturales de Hanoi por TripAdvisor. En 2013, TripAdvisor clasificó al Museo entre los 25 mejores museos de Asia.